# رضی هیرمندی

رضی هیرمندی

رضی هیرمندی (رضی خدادادی هیرمندی)، نویسنده، مترجم و پژوهشگر طنز ایرانی است.

## زندگی‌نامه
رضی هیرمندی در سال ۱۳۲۶ در روستای واصلان در پیرامون زابل در سیستان به دنیا آمد، دوره دبستان را در این روستا و دوره متوسطه رشته طبیعی را در زابل به پایان برد. سال ۱۳۴۹ در رشته زبان و ادبیات انگلیسی دانشگاه مشهد (دانشگاه فردوسی) دانش‌آموخته شد. در سال ۱۳۵۳ به استخدام وزارت آموزش و پرورش درآمد و در تهران به عنوان دبیر دبیرستان خوارزمی تدریس کرد. هیرمندی همچنین برای هشت سال در دانشگاه تهران مدرس زبان انگلیسی بود.
وی در سال ۱۳۶۷ دوره کارشناسی ارشد زبان‌شناسی همگانی را در دانشگاه تهران با رساله‌ای با عنوان توصیف مقابله‌ای زمان‌ها در انگلیسی و فارسی به پایان رساند. از ۱۳۷۰ به بعد او در دانشگاه آزاد اصول ترجمه را تدریس کرد و پس از بیست و پنج سال کار در سال ۱۳۸۱ خود خواسته بازنشسته شد و به صورت حرفه ای به نوشتن و ترجمه پرداخت.
هیرمندی کار ادبی اش را برای کودکان و نوجوانان در سال ۱۳۵۵ با ترجمه کتاب درخت بخشنده اثر شل سیلوراستاین نویسنده آمریکایی آغاز کرد. همچنین کار ترجمه برای بزرگسالان را با ترجمه کتاب این منم واکین شروع کرد. او در دو رشته ترجمه و تألیف کار کرده که حاصل آن بیش از ۱۸۰ اثر است. برخی از این آثار جوایزی را نصیب او کرد.

## آثار

### آثار داستانی
| ردیف | نام کتاب                                               | نویسنده                            | ناشر                               |
| ---- | ------------------------------------------------------ | ---------------------------------- | ---------------------------------- |
| ۱    | از شکوفه تا درخت (قصه برای کودکان)(به فارسی و انگلیسی) | رضی هیرمندی                        | کانون پرورش فکری کودکان و نوجوانان |
| ۲    | اگر من نباشم                                           | رضی هیرمندی                        | به نشر                             |
| ۳    | در هر دل آوازی هست (ترجمه شده به زبان مالایایی)        | رضی هیرمندی                        | به نشر                             |
| ۴    | هواخوری با پروانک                                      | رضی هیرمندی                        | علمی و فرهنگی                      |
| ۵    | ماهم روزی روزگاری (گردآوری)                            | به کوشش علی خزاعی فر و رضی هیرمندی | نشر چشمه                           |
| ۶    | خاطرات یک پسر به قلم پدر                               | رضی هیرمندی                        | نشر چشمه                           |

### پژوهش
| ردیف | نام کتاب                                 | نویسنده     | ناشر      |
| ---- | ---------------------------------------- | ----------- | --------- |
| ۱    | توصیف مقابله‌ای زمان‌ها در انگلیسی و فارسی | رضی هیرمندی | کتاب بهار |

### ترجمه برای بزرگسالان
| ردیف | نام کتاب                                     | نویسنده                | ناشر                                           |
| ---- | -------------------------------------------- | ---------------------- | ---------------------------------------------- |
| ۱    | این منم، واکین (شعر و تاریخچه)               | رودلفو گونزا لس        | امیر کبیر                                      |
| ۲    | یاری کودک به کودک                            | آرونز و دیگران         | انتشارات مدرسه                                 |
| ۳    | آهنگ رزم (نمایشنامه)                         | جان وایتینگ            | انتشارات نمایش؛ تجدیدچاپ: انتشارات فرهنگ جاوید |
| ۴    | تعلیم وتربیت، علمی برای همگان                | و. سوخوملینسکی         | هستان                                          |
| ۵    | زبان‌های جهان                                 | کنت کاتسنر             | مرکز نشر دانشگاهی                              |
| ۶    | مترجم شدن                                    | داگلاس رابینسون        | مرکز نشر دانشگاهی                              |
| ۷    | مرگ ایوان ایلیچ                              | تولستوی                | انتشارات وال                                   |
| ۸    | فرهنگ گفته‌های طنزآمیز (گردآوری و ترجمه)      |                        | فرهنگ معاصر                                    |
| ۹    | فرهنگ شیطان                                  | آمبروز بیرس            | فرهنگ معاصر                                    |
| ۱۰   | نقد و بررسی آثار شل سیلور استاین             | روت ک. مک دونالد       | هستان                                          |
| ۱۱   | هایکوهای طنزآمیز (باهمکاری مهرنوش پارسانژاد) | استیون آدیس            | نشر چشمه                                       |
| ۱۲   | از صدای سخن عشق                              | گردآوری                | نشر قطره                                       |
| ۱۳   | ۱۰۰ داستان ناگفته از جنگ‌های تاریخ            | ریک بیر                | معین                                           |
| ۱۴   | تاریخ تمام و کمال جهان                       | سمیوئل استیوارت        | نشر چشمه                                       |
| ۱۵   | هایکوهای عاشقانه                             | انتشارات موزهٔ بریتانیا | نشر چشمه                                       |
| ۱۶   | بی‌خیال خونسردی، عصبانی شو                    | انتشارات راندوم هاوس   | انتشارات فرهنگ جاوید                           |
| ۱۷   | هنر، برترین شکل امید                         | انتشارات فِیدِن          | انتشارات وال                                   |
| ۱۸   | بزین گفته‌ها(۱)                               | دَن مونتئیرو            | پرتقال                                         |
| ۱۹   | بزین گفته‌ها(۲)                               | دَن مونتئیرو            | پرتقال                                         |

### ترجمه برای کودکان و نوجوانان
| ردیف | نام کتاب                                                        | نویسنده             | ناشر                               |
| ---- | --------------------------------------------------------------- | ------------------- | ---------------------------------- |
| ۱    | درخت بخشنده                                                     | شل سیلوراستاین      | هستان                              |
| ۲    | سرگذشت لافکادیو                                                 | شل سیلوراستاین      | هستان                              |
| ۳    | در جستجوی قطعه گمشده                                            | شل سیلوراستاین      | هستان                              |
| ۴    | آشنایی قطعه گمشده با دایره بزرگ                                 | شل سیلوراستاین      | هستان                              |
| ۵    | یک زرافه و نیم                                                  | شل سیلوراستاین      | هستان                              |
| ۶    | کی کرگدن ارزان می‌خواهد؟                                         | شل سیلوراستاین      | هستان                              |
| ۷    | الفیای انگلیسی عمو شلبی                                         | شل سیلوراستاین      | هستان                              |
| ۸    | آنجا که پیاده‌رو پایان می‌یابد (مجموعه شعر)                       | شل سیلوراستاین      | هستان                              |
| ۹    | چراغی زیر شیروانی (مجموعه شعر)                                  | شل سیلوراستاین      | هستان                              |
| ۱۰   | سقوط به بالا (مجموعه شعر)                                       | شل سیلوراستاین      | هستان                              |
| ۱۱   | کرم اندازه‌گیر                                                   | لئو لیونی           | کانون پرورش فکری کودکان و نوجوانان |
| ۱۲   | من معذرت نمی‌خواهم                                               | سوفیا پروکوفیوا     | کانون پرورش فکری کودکان و نوجوانان |
| ۱۳   | ترانه‌ای برای سیاه                                               | آن مک گاورن         | امیر کبیر                          |
| ۱۴   | خوابت نمی‌برد، خرس کوچولو؟                                       | مارتین وادل         | افق                                |
| ۱۵   | آفرین، خرس کوچولو                                               | مارتین وادل         | افق                                |
| ۱۶   | من و تو، خرس کوچولو                                             | مارتین وادل         | افق                                |
| ۱۷   | بیا برویم خانه، خرس کوچولو                                      | مارتین وادل         | افق                                |
| ۱۸   | خوش بخوابی، خرس کوچولو                                          | مارتین وادل         | افق                                |
| ۱۹   | گوزن شاخدار فایده اش چیه؟                                       | مارتین وادل         | علمی و فرهنگی                      |
| ۲۰   | وای چه جاها که خواهی رفت!                                       | دکتر زیوس           | افق                                |
| ۲۱   | هیچ وقت گفته بودم چه قدر خوشبختی؟                               | دکتر زیوس           | افق                                |
| ۲۲   | دردسرهای من در راه سولاسولیو                                    | دکتر زیوس           | افق                                |
| ۲۳   | ماروین کی مونی خواهش می‌کنم همین حالا برو                        | دکتر زیوس           | افق                                |
| ۲۴   | اسنیچ‌های با ستاره و اسنیچ‌های بی ستاره                           | دکتر زیوس           | افق                                |
| ۲۵   | گربه با کلاه                                                    | دکتر زیوس           | افق                                |
| ۲۶   | گربه با کلاه بازمی‌گردد                                          | دکتر زیوس           | افق                                |
| ۲۷   | هورتون جوجه از تخم درمی‌آورد                                     | دکتر زیوس           | افق                                |
| ۲۸   | فکرش را بکن این چیزها را در خیابان مالبری دیدم                  | دکتر زیوس           | افق                                |
| ۲۹   | امروز سی تا ببر را داغون می‌کنم                                  | دکتر زیوس           | افق                                |
| ۳۰   | اگر سیرک دست من بود                                             | دکتر زیوس           | افق                                |
| ۳۱   | الفبای شهروند خوب و تاریخ جهان در یک‌کلام                        | برتراند راسل        | افق                                |
| ۳۲   | سرگذشت یک درخت                                                  | فیلیس بوش           | امیر کبیر                          |
| ۳۳   | این هم جور دیگر                                                 | رولد دا ل           | چشمه                               |
| ۳۴   | وقتی هورتون صدای هو را می‌شنود                                   | دکتر زیوس           | افق                                |
| ۳۵   | لوراکس                                                          | دکتر زیوس           | افق                                |
| ۳۶   | می زی گل به سر                                                  | دکتر زیوس           | افق                                |
| ۳۷   | کاش پاهای اردکی داشتم                                           | دکتر زیوس           | افق                                |
| ۳۸   | بر بال‌های صلح                                                   | جمعی از نویسندگان   | معین                               |
| ۳۹   | آقای گام شما بدجنسید (گام ۱)                                    | اندی استنتون        | چرخ فلک                            |
| ۴۰   | آقای گام و میلیاردر بیسکویتی (گام ۲)                            | اندی استنتون        | چرخ فلک                            |
| ۴۱   | آقای گام و جن‌ها (گام ۳)                                         | اندی استنتون        | چرخ فلک                            |
| ۴۲   | آقای گام و بلورهای قدرت (گام ۴)                                 | اندی استنتون        | چرخ فلک                            |
| ۴۳   | آقای گام و خرسی با حرکات موزون (گام ۵)                          | اندی استنتون        | چرخ فلک                            |
| ۴۴   | آقای گام در درنده لامونیک بیبر (گام ۵٫۵)                        | اندی استنتون        | چرخ فلک                            |
| ۴۵   | آقای گام شام چی داریم؟ (گام ۶)                                  | اندی استنتون        | چرخ فلک                            |
| ۴۶   | آقای گام و درخت گیلاس (گام ۷)                                   | اندی استنتون        | چرخ فلک                            |
| ۴۷   | آقای گام و مخفیگاه اسرارآمیز (گام ۸)                            | اندی استنتون        | چرخ فلک                            |
| ۴۸   | گربهٔ با کلاه (نظم از عمران صلاحی)                               | دکتر زیوس           | گل آقا                             |
| ۴۹   | قصهٔ متیو بازینگتون                                              | اندی استنتون        | چرخ فلک                            |
| ۵۰   | اختراع هوگو کابره                                               | برایان سلزنیک       | نشر افق                            |
| ۵۱   | با همه چی (با همکاری مهرنوش پارسانژاد)                          | شل سیلوراستاین      | افق                                |
| ۵۲   | خانه‌ای در شب                                                    | سوزان مَری اسوانسون  | ققنوس                              |
| ۵۳   | خاطرات صد در صد واقعی یک سرخپوست پاره وقت                       | شرمن الکسی          | افق                                |
| ۵۴   | آقای بو گندو                                                    | دیوید ویلیامز       | گل آقا                             |
| ۵۵   | شگفت زده                                                        | برایان سلزنیک       | افق                                |
| ۵۶   | کتاب کارزار کره                                                 | دکتر زیوس           | گام                                |
| ۵۷   | آدم وقتی که پیر شد                                              | دکتر زیوس           | گام                                |
| ۵۸   | شاه لاک‌پشت‌ها                                                    | دکتر زیوس           | گام                                |
| ۵۹   | اگر باغ وحش دست من بود                                          | دکتر زیوس           | گام                                |
| ۶۰   | یک اتفاق تازه                                                   | اَنتونی براون        | ققنوس                              |
| ۶۱   | می‌خواهی چه کاره بشوی برایان؟                                    | جین ویلیس           | با فرزندان                         |
| ۶۲   | مشق شبم را ننوشتم چون …                                         | دیوید کالی          | افق                                |
| ۶۳   | دایناسورها چه طور شب بخیر می‌گویند؟                              | جین یولن            | بازی و اندیشه                      |
| ۶۴   | روزی که مداد شمعی‌ها دست از کار کشیدند                           | دِیوالت درو          | به نگار                            |
| ۶۵   | باستر خرگوشک عاشق کتاب خواندنه                                  | پیتر بِنتلی          | چکه                                |
| ۶۶   | باستر خرگوشک عاشق نوشتنه                                        | پیتر بِنتلی          | چکه                                |
| ۶۷   | باستر خرگوشک عاشق یاد گرفتنه                                    | پیتر بِنتلی          | چکه                                |
| ۶۸   | اورانگوتان‌های بنفش                                              | جک پریلوتسکی        | چرخ فلک                            |
| ۶۹   | Where the Eagle’s Nest Is(از فارسی به انگلیسی)                  | ترانه مطلوب         | علمی و فرهنگی                      |
| ۷۰   | مداد                                                            | الن البرگ           | زعفران                             |
| ۷۱   | پنگوئن و میوه کاج                                               | سلینا یون           | کانون پرورش فکری                   |
| ۷۲   | اگر کتاب بودم                                                   | ژوزه ژورژی لتریا    | علمی و فرهنگی                      |
| ۷۳   | خرگوش مخملی                                                     | مارجری ویلیامز      | چکه                                |
| ۷۴   | به مدرسه ام دیر رسیدم چون …                                     | دیوید کالی          | افق                                |
| ۷۵   | بخواب مثل ببر (قصه‌های قبل از خواب)                              | مری لاگ             | بازی و اندیشه                      |
| ۷۶   | پنج ستاره آرزو (قصه‌های قبل از خواب)                             | تریشا لارنز         | بازی و اندیشه                      |
| ۷۷   | قبل از اینکه بخوابم چیزی بگو خوشحالم کند (قصه‌های قبل از خواب)   | دبی گلیوری          | بازی و اندیشه                      |
| ۷۸   | چگونه پدر و مادر خود را تربیت کنیم                              | پیت جانسون          | هوپا                               |
| ۷۹   | حالا دیگر شب بخیر (قصه‌های قبل از خواب)                          | جوری جان            | بازی و اندیشه                      |
| ۸۰   | اگر گفتی چقدر دوستت دارم (قصه‌های قبل از خواب)                   | سم مک برتنی         | بازی و اندیشه                      |
| ۸۱   | بیب، بیب، برو بخواب (قصه‌های قبل از خواب)                        | تاد تارپلی          | بازی و اندیشه                      |
| ۸۲   | وقت خوابه، بابا (قصه‌های قبل از خواب)                            | دیو هکت             | بازی و اندیشه                      |
| ۸۳   | همه گربه‌ای دیدند                                                | برندن ونسل          | پرتقال                             |
| ۸۴   | جان من، این کتاب را باز نکن                                     | اندی لی             | پرتقال                             |
| ۸۵   | ماجرای باور نکردنی تابستان من                                   | دیوید کالی          | افق                                |
| ۸۶   | من چقدر خوش تیپم (قصه‌های روزی روزگاری گرگی)                     | ماریو راموس         | علمی و فرهنگی                      |
| ۸۷   | من چقدر قوی هستم (قصه‌های روزی روزگاری گرگی)                     | ماریو راموس         | علمی و فرهنگی                      |
| ۸۸   | تخیلت را به کار بنداز (قصه‌های روزی روزگاری گرگی)                | نیکولا ابرن         | علمی و فرهنگی                      |
| ۸۹   | خرگوش باهوش و گرگ‌ها (قصه‌های روزی روزگاری گرگی)                  | سوزانا دیویدسون     | علمی و فرهنگی                      |
| ۹۰   | گرگ‌ها (قصه‌های روزی روزگاری گرگی)                                | امیلی گراوت         | علمی و فرهنگی                      |
| ۹۱   | پچ پچ (قصه‌های روزی روزگاری روباهی)                              | پاملا زاگارنسکی     | علمی و فرهنگی                      |
| ۹۲   | روباه توی تاریکی (قصه‌های روزی روزگاری روباهی)                   | آلیسون گرین         | علمی و فرهنگی                      |
| ۹۳   | هفتهٔ صلح و دوستی در کلاس خانم روباه (قصه‌ها روزی روزگاری روباهی) | آیلین اسپی نیلی     | علمی و فرهنگی                      |
| ۹۴   | روباه و ستاره (قصه‌های روزی روزگاری روباهی)                      | کارولی بکفورد اسمیت | علمی و فرهنگی                      |
| ۹۵   | روباه (قصه‌های روزی روزگاری روباهی)                              | مارگارت وایلد       | علمی و فرهنگی                      |
| ۹۶   | می‌توانم یک من دیگر بسازم؟                                       | شینسوکه یوشی تکه    | افق                                |
| ۹۷   | شاید سیب باشد                                                   | شینسوکه یوشی تکه    | افق                                |
| ۹۸   | بگیر بخواب، جسی                                                 | لیبی گلیسون         | بازی و اندیشه                      |
| ۹۹   | برگرد به رختخوابت ، اِد                                          | سباستین براون       | بازی و اندیشه                      |
| ۱۰۰  | دشمن                                                            | دیوید کالی          | چشمه                               |
| ۱۰۱  | من صندلی نیستم                                                  | راس بوراک           | پرتقال                             |
| ۱۰۲  | خرس کوچولوها می‌روند بخوابند (قصه‌های قایم باشک بازی)             | هیتر میزنر          | بازی و اندیشه                      |
| ۱۰۳  | خرس کوچولوها می‌روند خرید (قصه‌های قایم موشک بازی)                | هیتر میزنر          | بازی و اندیشه                      |
| ۱۰۴  | خرس کوچولوها می‌روند مدرسه (قصه‌های قایم باشک بازی)               | هیتر میزنر          | بازی و اندیشه                      |
| ۱۰۵  | آموزشگاه نقاشی نخودی                                            | دیوید کالی          | افق                                |
| ۱۰۶  | خرس کوچولوها می‌روند گردش (قصه‌های قایم باشک بازی)                | هیتر میزنر          | بازی و اندیشه                      |
| ۱۰۷  | لولوی من کو؟                                                    | امندا نول           | به نگار                            |
| ۱۰۸  | شب بخیر،ببر عزیز                                                | تیموتی نپمن         | بازی و اندیشه                      |
| ۱۰۹  | این خرس نمی تواند بچه نگه دارد                                  | روت کوئیل           | بازی و اندیشه                      |
| ۱۱۰  | اجازه هست...؟                                                   | جان کلی             | پرتقال                             |
| ۱۱۱  | خرگوش گوش داد                                                   | کری دوئرفِلد         | پرتقال                             |
| ۱۱۲  | يك گرفتارى ديگر                                                 | شینسوکه یوشی تکه    | ماهک                               |
| ۱۱۳  | چگونه شیر باشیم؟                                                | اد ویر              | چشمه                               |
| ۱۱۴  | جان من دوباره این کتاب را باز نکن                               | اندی لی             | پرتقال                             |
| ۱۱۵  | صبح به خیر ، همسایه                                             | دیوید کالی          | چشمه                               |
| ۱۱۶  | خرس شمشیر به دست                                                | دیوید کالی          | چشمه                               |
| ۱۱۷  | عشق که می گویند چیست؟                                           | دیوید کالی          | بازی و اندیشه                      |
| ۱۱۸  | بگذارید بخوابم، گوسفندها                                        | مگ مکینلی           | بازی و اندیشه                      |
| ۱۱۹  | جان من هیچ جوره این کتاب را باز نکن                             | اندی لی             | پرتقال                             |
| ۱۲۰  | فیل ماکارون                                                     | جیکوب کریمر         | پرتقال                             |
| ۱۲۱  | چیزی بگو                                                        | پی اچ رینولدز       | پرتقال                             |
| ۱۲۲  | ماجرای باور نکردنی در مدرسه من                                  | دیوید کالی          | افق                                |
| ۱۲۳  | ماجرای بامزه در موزه                                            | دیوید کالی          | افق                                |
| ۱۲۴  | کجا، خرس؟                                                       | سوفی هن             | ماهک                               |
| ۱۲۵  | تقریبا هر کاری                                                  | سوفی هن             | کتاب پارک                          |
| ۱۲۶  | جان من این دفتر خاطرات را باز نکن                               | اندی لی             | پرتقال                             |
| ۱۲۷  | خداحافظ دوست من سلام دوست من                                    | کوری دورفلد         | پرتقال                             |
| ۱۲۸  | کتاب حوصله‌سربر                                                  | شینسوکه یوشی تکه    | ماهک                               |
| ۱۲۹  | آدم بزرگ‌ها هیچ وقت این کارها را نمی‌کنند                         | دیوید کالی          | افق                                |
| ۱۳۰  | مامان روباتی                                                    | دیوید کالی          | چشمه                               |
| ۱۳۱  | سنگی نشسته بود ساکت و آرام                                      | برِندن وِنتسل         | پرتقال                             |
| ۱۳۲  | چرا من این احساس را دارم؟                                       | شینسوکه یوشی‌ تکه    | افق                                |
| ۱۳۳  | بیش از این ها باید باشد                                         | شینسوکه یوشی‌ تکه    | افق                                |
| ۱۳۴  | در راه کوه                                                      | ماریان دو بوک       | بازی و اندیشه                      |
| ۱۳۵  | این کش مال من است                                               | شینسوکه یوشی‌ تکه    | افق                                |
| ۱۳۶  | من دلیل دارم                                                    | شینسوکه یوشی‌ تکه    | افق                                |
| ۱۳۷  | میمون کوچولو٬ کاراگاه خصوصی                                     | برایان سلزنیک       | افق                                |
| ۱۳۸  | قصه کوچولو موچولوی نخودی                                        | دیوید کالی          | افق                                |
| ۱۳۹  | کتاب فروشی نیست در جهان                                         | شینسوکه یوشی‌ تکه    | محراب قلم                          |
| ۱۴۰  | فردا می‌خوام مهربان باشم( با همکاری اسدالله شعبانی)              | جسیکا هیش           | سیمای شرق                          |
| ۱۴۱  | فردا می‌خوام شجاع باشم ( با همکاری اسدالله شعبانی)               | جسیکا هیش           | سیمای شرق                          |
| ۱۴۲  | درخت باش                                                        | ماریا جانفراری      | پرتقال                             |
| ۱۴۳  | هر کودک یک آهنگ است                                             | نیکولا دیویس        | پرتقال                             |
| ۱۴۴  | نخودی و سفر معرکه اش                                            | دیوید کالی          | افق                                |
| ۱۴۵  | لکه‌ی بزرگ نارنجی                                                | دنیل مانس پینک‌واتر  | خرمن                               |
| ١۴۶  | خوشبخت ترین بچه شیر                                             | الکساندر شاتوکین    | پرتقال                             |
| ١۴٧  | قصه شهر لیتل لایت                                               | کلی کنبی            | چشمه                               |
| ۱۴۸  | فیل سایه نشین                                                   | نادین رابرت         | مهرسا                              |
| ۱۴۹  | می توانم برایت بازش کنم                                         | شینسوکه یوشی‌ تکه    | افق                                |
| ۱۵۰  | چیزی که از همه چیز مهمتر است                                    | آنتونلا آباتی‌یلو    | مهرسا                              |
| ۱۵۱  | آماده برای پرواز                                                | کوری دورفِلد         | افق                                |
| ۱۵۲  | سفر به سوی خانه                                                 | فرن پرستن گانن      | مهرسا                              |
| ۱۵۳  | بیا خیال بازی کنیم                                              | جاناتان دی. واس     | پرتقال                             |
| ۱۵۴  | شجاع به جای دو نفر                                              | جاناتان دی. واس     | پرتقال                             |
| ۱۵۵  | من گربه هستم                                                    | گالیا برنستین       | پرتقال                             |
| ۱۵۶  | چهار فصل (برگردان به شعر: مهرنوش پارسانژاد)                     | بریتا تکنتراپ       | بازی و اندیشه                      |
| ۱۵۷  | زنبورک طلائی(برگردان به شعر: مهرنوش پارسانژاد)                  | بریتا تکنتراپ       | بازی و اندیشه                      |
| ۱۵۸  | ماه نقره ای (برگردان به شعر: مهرنوش پارسانژاد)                  | بریتا تکنتراپ       | بازی و اندیشه                      |
| ۱۵۹  | آن چیز                                                          | سایمون پاتک         | مهرسا                              |
| ۱۶۰  | کتاب خیلی مشکل برای بچه های مشکل پسند (مجموعه فیلسوف کوچک)      | ایدان بن باراک      | افق                                |
| ۱۶۱  | زندگی این است                                                   | ایمی دایکمن         | پرتقال                             |
|      |                                                                 |                     |                                    |

## مقالات
1. دو فرهنگ و یک نگاه (نقد فرهنگ دکتر باطنی و فرهنگ کمانگیر): آدینه، ش ۱۰۱، اردیبهشت ۱۳۷۴
2. تخته سیاه، سفری میان دو نسل (نقد فیلم): روزنامه بهار، ۷ تیر ۱۳۷۹
3. دانش آموز باید عاقل باشد: روزنامه بهار، ۵ مرداد ۱۳۷۹
4. نقدی بر فرهنگ هزاره: روزنامه حیات نو، ۶ شهریور ۱۳۸۰
5. هنر ترجمه ادبیات کودکان و نوجوانان: فصلنامه مترجم، ش ۳۹، پاییز و زمستان ۱۳۸۳
6. نقبی به ناممکن: فصلنامه روشنان، دفتر هشتم، تابستان و پاییز ۱۳۸۷
7. تناقض گونه‌ای به نام شعر کودک: پژوهشنامه ادبیات کودک و نوجوان، ش ۱۴، دوره جدید، سال ۱۳۹۴

## جوایز و تقدیرها
- تندیس ماه زرین با عنوان مترجم برگزیده در جشنواره بزرگ ادبیات کودک و نوجوان به خاطر ترجمه‌هایش از ۱۳۵۷ تا ۱۳۷۷
- تندیس زرین در سه جشنواره متوالی بزرگداشت معلمان هنرمند و مؤلف برای ترجمه کتاب‌های زبان‌های جهان، مترجم شدن و تعلیم و تربیت ۸۱٬۸۰و۸۲
- ۷ لوح تقدیر از شورای کتاب کودک
- ۳ دیپلم افتخار از کانون پرورش فکری کودکان و نوجوانان
- لوح سپاس از مجله بچه‌ها… گل آقا
- لوح تقدیر در بیست و سومین دوره کتاب سال جمهوری اسلامی ایران
- لوح سپاس برای ترجمه فرهنگ گفته‌های طنزآمیز در نخستین دوره طنز حوزه هنری
- ۳ تندیس زرین از مجله‌های پوپک و سلام بچه‌ها
- نشان طلائی لاک‌پشت پرنده، سال ۱۳۹۱
- جایزه بهترین ترجمه طنز در نخستین جشنواره ملی انتخاب کتاب سال، بهمن ۱۳۹۰
- جایزهٔ کتاب مهر ۱۳۹۱
- لوح افتخار IBBY سال ۲۰۱۴ برای ترجمه اختراع هوگو کابره
- کتاب برگزیده سال ۹۷ (دشمن) در بخش قصه شورای کتاب کودک
- کتاب برگزیده سال ۹۷ (می‌توانم یک من دیگر بسازم؟) در بخش دانش اجتماعی شورای کتاب کودک
- نامزد جایزه جهانی آسترید لیندگرن در بخش ترجمه ۲۰۲۴ Astrid Lindgern Memorial Award